# 토비아스 크리스프

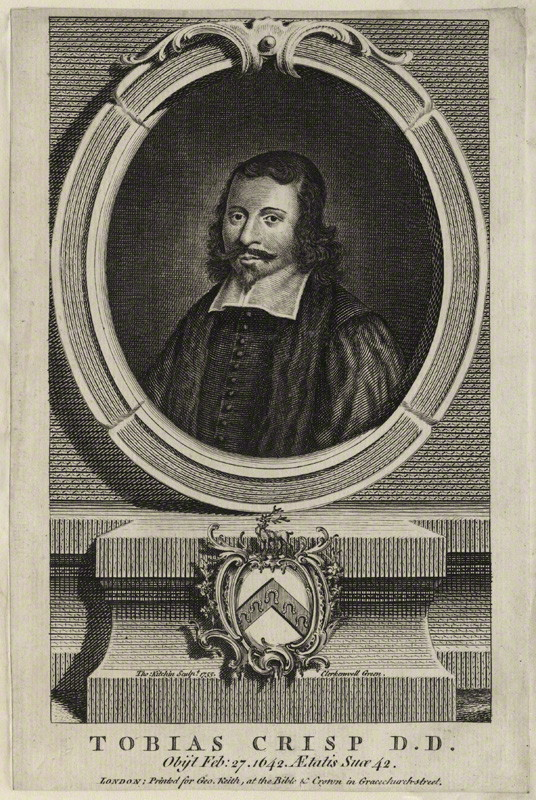
토비아스 크리스프

토비아스 크리스프(Tobias Crisp, 1600년 - 1643년)는 잉글랜드의 성직자이며 유명한 율법폐기론자이다. 그의 작품을 통해 칼빈주의에서 큰 분열을 야기시켰다.
그는 '은혜의 무료성'을 강조하여 믿음이 없이도 칭의가 가능하다고 주장하였다.